# 盧德運動

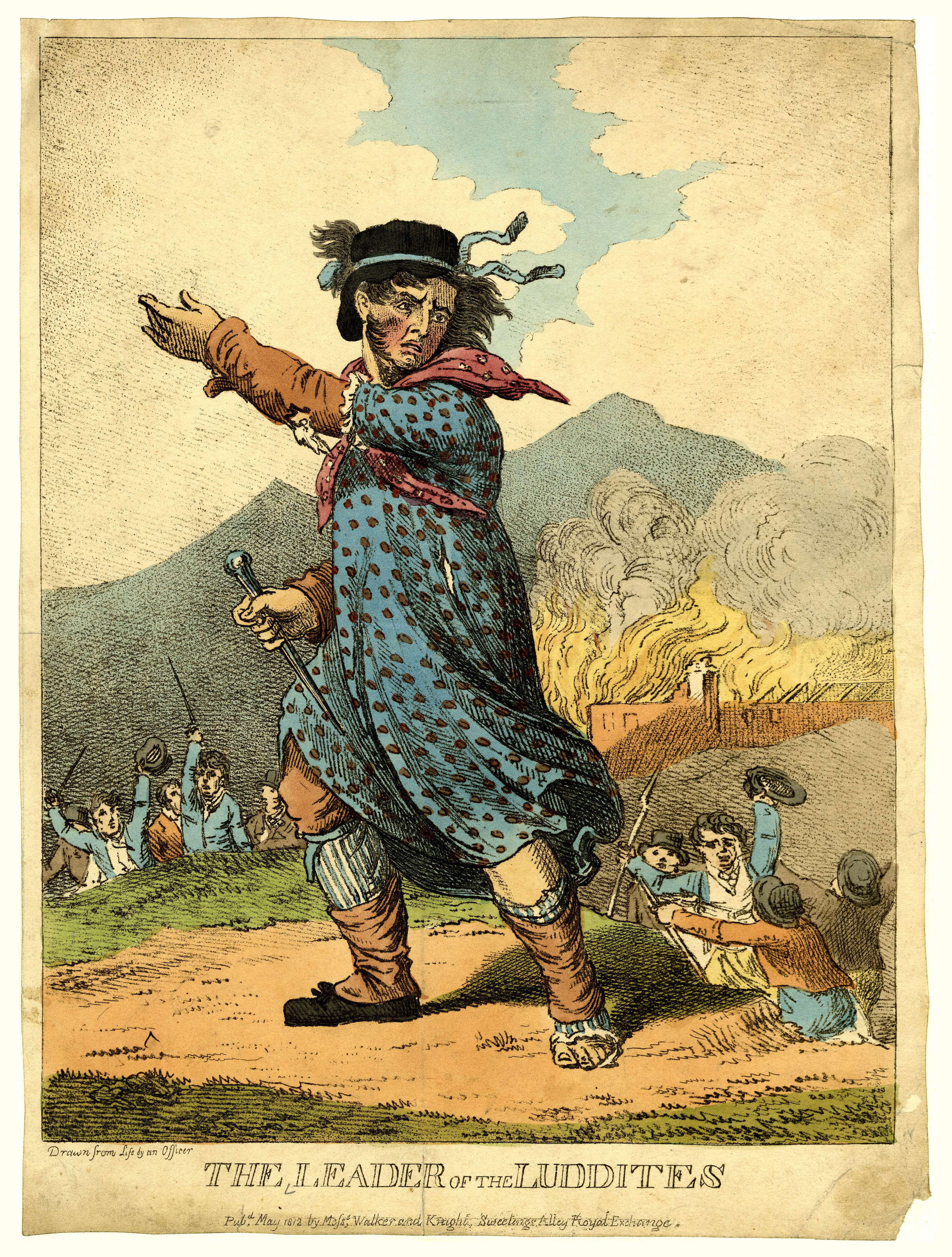
盧德運動領導者

盧德主義者（英語： /ˈlʌdaɪt/），或译勒德分子、卢德分子，是19世紀英國民间對抗工業革命、反对紡織工業化的社會運動者。在该运动中，常常发生毀坏紡織機的事件。這是因为工业革命运用机器大量取代人力劳作，使許多手工工人失业。後世也將反對任何新科技的人稱做盧德主義者。1779年英國萊斯特一帶一名名叫內德‧盧德的織布工曾怒砸兩台織布機，後人以訛傳訛成所謂盧德將軍或盧德王領導反抗工業化的運動，遂得此名。

## 产生与发展
卢德運動是在拿破崙戰爭嚴酷的經濟環境與新紡織工廠的惡劣工作條件中酝酿形成的。该运动的主体——被称为“盧德分子”——主要反對廣泛被使用的、造成眾多有技術的紡織業者失業的自動織機，这些织机可以由廉價雇佣而没有技術的勞工操作。卢德運動于1811年始于諾丁漢，在1811年與1812年在英格蘭迅速蔓延。许多工廠及其中的機器被手搖紡織織工焚毀。在短短的一段时间里，盧德分子集结成了一股强大的势力與英國陸軍發生了衝突。在英國政府对盧德分子的鎮壓運動开展前，眾多羊毛和棉花工廠已被摧毀。

## 構成
盧德分子趁著夜色在工業城鎮的郊區聚集，進行演練，還經常得到當地居民援助。在1811年11月，主要騷亂區域在諾丁漢郡，在1812年初是在約克郡，而在1813年3月是在蘭開夏郡。在兩間都在蘭開夏郡的工廠里，米德爾頓伯頓工廠與韦斯特霍顿工廠，盧德分子與軍方爆發了衝突。法官與糧食商亦是盧德分子與所謂的盧德王作死亡威脅與攻擊的目標。一些企業主甚至在自家房屋內建內屋，可能是作為藏身地。

## 卢德主义的起源
卢德运动是在拿破仑战争造成的恶劣的经济环境下诞生的，新兴的纺织工厂的工作条件极其艰苦。卢德派主要反对自动化纺织设备的日益普及，因为这些机器威胁到了技术娴熟的工人们的工作和生计：工厂可以用廉价的无技术劳动力来操作这些机器，自然就不需要他们了。该运动于1811年3月11日在诺丁汉的阿诺德爆发，并在接下来的两年内在整个英格兰境内迅速蔓延。使用手摇纺织机的织布工们烧毁了作坊及工厂的机器。在18世纪末出现了纺织工人摧毁做工设备的现象，这些事件都直接促成了1788年的《纺织机保护法》等法案的推行。
卢德主义者们一到晚上便在工业城镇周围的荒野上进行集会和演习。运动始于1811年11月，其主要活动范围在诺丁汉郡，而到了1812年初在约克郡西区也出现了卢德份子的活动，随后在1813年3月更是扩展到兰开夏郡。他们攻击的对象包括纺织机和打谷机。在卢德骚乱背后似乎没有任何政治动机，也不存在全国性的组织。这些人只是认为机器是自己生活水平下降的原因，所以做出了这样的事。他们在米德尔顿的伯顿作坊和兰开夏郡的韦斯特霍顿作坊与英军作战。卢德主义者曾向地方法官和食品商人都写过匿名的恐吓信，很有可能也曾真的对他们发动过攻击。1816年，激进分子在拉夫堡打砸了花边纺织机。但工厂主们在家中都建有秘密房间，可以在袭击期间用作藏身之地。
1817年，失业的诺丁汉纺织工耶利米·布兰德雷斯领导了彭特里奇起义，此人很有可能曾是一名卢德主义者。虽然这场起义并不是要打砸机器，但它也可以被视为最后一起主要的卢德骚乱。

## 政府反应
英国军队多次与卢德派斯发生冲突。曾有那么一个时刻正与卢德派战斗的英军比在伊比利亚半岛与拿破仑战斗的英军数量还要多。由乔治·梅洛领导的三位卢德份子在西约克郡伏击并暗杀了奥蒂威尔作坊的厂主威廉·霍斯福尔。霍斯福尔曾表示他会“在卢德派成河的鲜血中上马凯旋”。梅洛一枪打在霍斯福尔特的腹股沟上致其死亡，随后三名男子都被逮捕。
拜伦勋爵为工人阶级正面临的困境而谴责政府在1812年2月27日施行的疯狂政策以及无情镇压：
|  | 我曾到过土耳其一些最惨不忍睹的省份，但在我回国以前，我还从来没有见过英国这般肮脏可怖的民生疾苦。 这可是一个基督教国家的心脏啊，即便是在那些邪恶的异教徒政府的统治之下也不曾有过这样可怕的场景。 |

1813年1月，英国政府在约克郡大规模审判卢德派，当时克莱克西顿附近的罗弗茨地区刚刚发生过卡特赖特作坊遭到袭击的事件。政府提出的指控包括梅洛及其同伴在内的60多名男子因涉嫌卢德主义活动而犯下的各种罪行。虽然其中一些人的的确确是卢德派，但也有许多人与这场运动并无关系。尽管诉讼程序是由合法的陪审团进行审判，但由于缺乏证据，许多案件不得不被撤回，30人被宣判无罪。这些审判自然是作秀的，其目的是为了阻止其他卢德派继续他们的暴行。那些被判有罪的人遭到了严厉的判决，有的被处死，有的被流放，这场运动很快就结束了。
议会通过了《1812年机器破坏法》及1861年的《恶意破坏法》，将“损毁机器”（即工业破坏）列为重大犯罪。拜伦勋爵反对这项立法，他成为了约克审判后为数不多的几个依旧为卢德派辩护的人。巧的是，拜伦勋爵的女儿阿达·洛夫莱斯将成为第一个将分析引擎技术与提花织机相结合的计算机程序员。

## 后世回忆
1867年，卡尔·马克思在他的著作中写道，工人们要想区分机器以及“应用这些机器的社会形式及其理念”之间的区别是需要一段时间的。而且“劳动工具如果以机器的形式出现，那么它将立即成为工人自己的竞争对手。”
在19世纪，因港口贸易、航运以及“国内”制造行业的增长而产生了许多新兴职业，但这些职业的就业前景极不稳定。在此期间出现了长期失业的社会现象，并且通常的做法是大量保留比往常繁荣时期更多劳动力以解决问题。
此外，纺织工业的资本家和企业家们的制造体系本质上是很不稳定的。虽然金融家们仍将大部分的资本投入到原材料中，但是在贸易状况良好的时候承诺很多东西是很容易的，那么同样在不景气的情况下撤回承诺也十分容易。商人资本家们缺乏后来的工厂主们有的那种动力，他们的资本主要拿来建设建筑和工厂、保持稳固的生产率并稳定资本回报率。由此一来，工资率的季节性变化、收成和战争引发的剧烈的短期波动以及暴力活动的周期性暴发就不难理解了。

## 现代应用
1956年的一篇演讲中有这样一句话：“有组织的工人决不会依附于卢德哲学。”而最近又出现了“新卢德主义者”一词，该词指那些反对各种新兴科技的人。根据第二届卢德大会（1996年4月于俄亥俄州巴恩斯维尔举行）制定的宣言，新卢德主义是一场“无领导者的、消极抵制消费主义以及计算机时代出现的越来越奇怪与可怕的新科技的运动”。

## 延伸閲讀
- Sale, Kirkpatrick. . Basic Books. 1996  [2011-09-06]. ISBN 0201407183. （原始内容存档于2017-02-22）.
- Archer, John E. . . Cambridge University Press. 2000  [2020-03-13]. ISBN 978-0-521-57656-7. （原始内容存档于2020-08-05）.
- Bailey, Brian J. . NYU Press. 1998. ISBN 0-8147-1335-1.
- Binfield, Kevin. . JHU Press. 2004  [2020-03-13]. ISBN 0-8018-7612-5. （原始内容存档于2020-08-05）.
- Fox, Nicols. . Island Press. 2003. ISBN 1-55963-860-5.
- Grint, Keith & Woolgar, Steve. . . Wiley-Blackwell. 1997  [2020-03-13]. ISBN 978-0-7456-0924-9. （原始内容存档于2020-08-05）.
- Hobsbawm, E. J. . Past & Present. 1952, 1 (1): 57–70  [2020-03-13]. doi:10.1093/past/1.1.57. （原始内容存档于2021-04-13） （英语）.
- Jones, Steven E. . CRC Press. 2006  [2020-03-13]. ISBN 978-0-415-97868-2. （原始内容存档于2021-04-15）.
- McGaughey, Ewan. . ssrn.com. 2018. SSRN 3044448 .
- Pynchon, Thomas. . The New York Times. 1984-10-28  [2020-03-13]. （原始内容存档于2021-03-29） （美国英语）.
- Randall, Adrian. . Cambridge University Press. 2002  [2020-03-13]. ISBN 978-0-521-89334-3. （原始内容存档于2020-08-05）.
- Rude, George. . . Serif. 2005. ISBN 978-1-897959-47-3.